# 476 Hedwig
476 Hedwig (1901 GQ) là một tiểu hành tinh ở vành đai chính. Nó được xếp loại tiểu hành tinh kiểu X và kiểu T. Tiểu hành tinh này do Luigi Carnera phát hiện ngày 17.8.1901 ở Heidelberg và được đặt theo tên Hedwig, vợ của nhà thiên văn học Elis Stromgren.